# Нагдалян, Тигран Ованесович
Тигра́н Оване́сович Нагдаля́н (арм. Տիգրան Հովհաննեսի Նաղդալյան), 8 июня 1966, Ереван, СССР — 28 декабря 2002, Ереван) — армянский журналист, председатель совета общественной телерадиокомпании Армении.

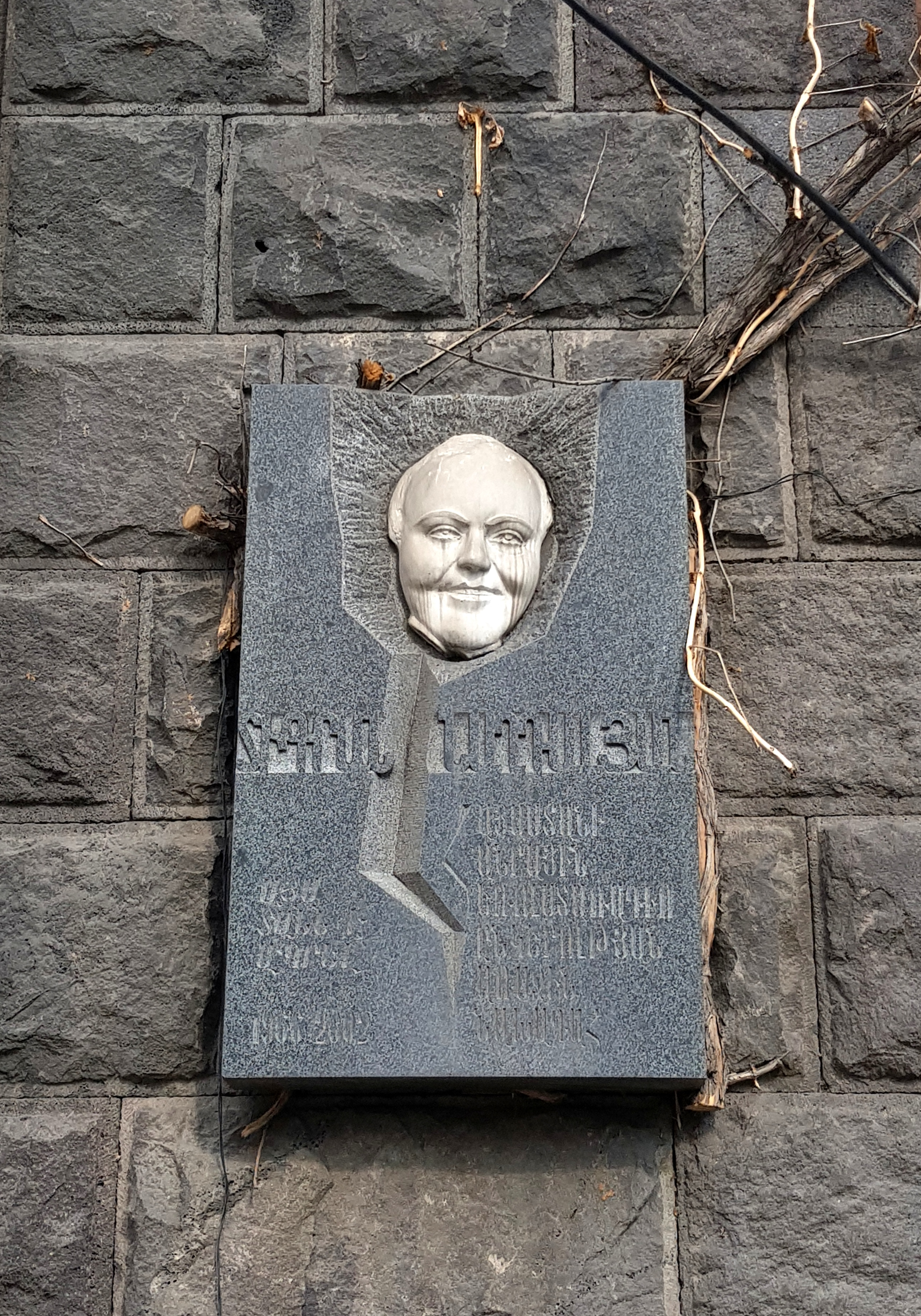
Мемориальная доска на улице Закияна, 8

## Деятельность
- Работал учителем средней школы, инструктором ЦК комсомола Армении.
- Октябрь—декабрь 1991 — обозреватель первой негосударственной информационной телепрограммы «Айлур».
- 1991—1994 — глава информационного агентства «Айлур» партии «Дашнакцутюн».
- 1992 — организовывал в Ереване митинги объединенной оппозиции.
- 1994—1997 — директор информационного агентства «Паст» (рус. Факт).
- 1995—1997 — корреспондент Ереванского офиса армянской редакции Радио «Свобода».
- 1997—1998 — главный редактор телекомпании «Кайм» (рус. Мачта).
- 1998—2001 — исполнительный директор Национального телевидения Армения.
- Январь 2001 — Председатель совета общественной телерадиокомпании Армении.

## Убийство
28 декабря 2002 года убит в Ереване, при выходе из дома родителей. Убийца произвёл семь выстрелов. Журналист в тяжелом состоянии был направлен в больницу, где и скончался.
18 ноября 2003 года был вынесен приговор семерым из тринадцати обвиняемых в убийстве журналиста. Суд признал убийство Нагдаляна заказным, имеющим политический подтекст. Среди осужденных — исполнитель Джон Арутюнян и заказчик — один из лидеров армянской оппозиции Армен Саркисян (брат Арама и Вазгена Саркисяна). Как выяснил суд, журналист был убит за поддержку президента Армении Роберта Кочаряна.

## Память
- 8 июня 2004 года в Ереване на стене дома, возле которого был расстрелян журналист, была открыта мемориальная доска[4].
- 14 сентября 2006 года посмертно награждён медалью «Мовсес Хоренаци»[5].